# FC Tractorul Brașov
Tractorul Brașov a fost un club de traditie de fotbal din Brașov, România fondat în 1927 și desființat în 2003 dupa unele probleme financiare. Culorile tradiționale ale clubului sunt galben și albastru

## Istorie

### Inceputul
Tractorul Brașov a fost înființat în 1927 sub numele de IAR Brașov ( Industria Aeronautică Română Brașov). Ulterior, echipa a revenit în activitate după fuzionarea cu Forex Brașov, iar acum evoluează în liga a IV-a Brașov.   
În primii ani, clubul a fost in umbra rivalelor locale Colțea și Brașovia, astfel că clubul nu a fost implicat în înființarea Diviziei A în 1932. La acestia a activat unul dintre cei mai importanti jucatori al romaniei, Iuliu Bodola care a stat timp de un sezon la club. 
Abia în 1935, IAR a fost promovat în nou-înființata Divizia B și a reușit să-și câștige sezonul imediat, dar a eșuat în Play-off-ul Ligii și au ratat calificarea în Divizia A pentru sezonul următor în barajul de promovare. După ce a terminat pe locul opt în sezonul 1936-37, clubul a jucat în ligile regionale în anii următori.  
Odată cu reluarea jocului după încheierea celui de-al Doilea Război Mondial, IAR a putut să se califice în Divizia B. Odată cu transformarea producției în tractoare și redenumirea asociată a fabricii din Uzina Tractorul Brașov în 1948, clubul și-a schimbat și numele în Clubul Sportiv Tractorul Brașov. La finalul sezonului 1947-48 a trebuit să retrogradeze în Divizia C, care a fost dizolvată în sezonul 1948-49, astfel că Tractorul a fost nevoit să joace din nou în liga regională în anii următori.

### Mentinerea in "B"
În 1953, Tractorul a reușit să promoveze înapoi în Divizia B. În anii următori, clubul a terminat în mare parte la mijlocul ligii. In 1958, antrenor a fost viitorul selectioner, Angelo Niculescu, care va califica echipa nationala la mondial dupa o periada de 32 de ani. După unsprezece ani a retrogradat în Divizia C la sfârșitul sezonului 1964-65. In 1968 pana in 1969 echipa a fost antrenata de Silviu Ploesteanu cel care a creat echipa rivala din oras, Steagu Rosu Brasov. Acolo, clubul a ratat renașterea în următorii câțiva ani, înainte de a reveni în 1973. Acolo echipa a luptat mereu împotriva retrogradării. După ce a rămas de câteva ori în clasă, Tractorul a fost nevoit să revină în Divizia C în 1982. După ce inițial a ratat promovarea ca vicecampion, clubul a revenit în Divizia B după doar doi ani. 
În Divizia B Tractorul s-a găsit în următorii câțiva ani - în afară de sezonul 1989-90 - din nou în mijlocul terenului superior, dar nu a putut interveni în lupta pentru promovare. Cele mai bune locuri au fost locurile patru. După 18 ani sub indrumarea fostului international Aurel Țicleanu si cu jucatori ca Gabriel Tamaș si Andrei Mărgăritescu, echipa sa retras în Divizia C după sezonul 2001-02. 

### Desfiintarea
Cea mai bună clasare din istoria clubului după război a fost în sezonul 1955, când a terminat pe locul 3 în Seria I a Diviziei B. În prima jumătate a anilor 1990, echipa a reușit șase clasări consecutive în primele zece echipe ale seriei Diviziei B (un loc 7, un loc 6, două locuri 5 și două locuri 4). În 2003, Tractorul Brașov a fuzionat cu  dupa probleme financiare avute echipa a fost nevoita sa fie absolvita de CS Forex Brașov, o altă echipă din Brașov, care s-a desființat și în 2011, incheind o istorie de 76 de ani.   

## Simboluri

### Stema
Stema clubului este format de culorile semnificaticve a acestuia, galben-albastru, aparand stema Uzinei Tractorul care finanta clubul. Prima stema a clubului a fost alcatuita dintr-un triunghi intors in jos cu litera "T" in mijloc. Dupa o perioda nefasta, clubul si-a schimbat stema care avea sa devenia cea mai semnificativa a clubului.

### Culori
Culorile semnificative a clubului CS Tractorul Brasov sunt galben-albastru, fiind folosite intraga istorie de 76 de ani la formarea echipamentului specific. Alterior, după fuzionarea cu Forex Brașov, culorile au devenit verde-alb.

## Cronologia numelor
| Nume                                               | Perioadă  |
| -------------------------------------------------- | --------- |
| Industria Aeronautică Română Brașov ( IAR Brașov ) | 1927–1948 |
| Tractorul Brașov                                   | 1948–1950 |
| Metalul Tractorul Orașul Stalin                    | 1950–1956 |
| Energia Tractorul Orașul Stalin                    | 1957–1958 |
| Tractorul Orașul Stalin                            | 1958–1960 |
| Tractorul Brașov                                   | 1960–2003 |

## Structura

### Stadion
Stadionul unde a jucat Tractorul timp de mai mulți ani în 2003 a fost vândut pentru 30.000 de dolari omului de afaceri brașovean Nicolae Țucunel, patronul nou înființatului club Forex Brașov, pentru a-i servi ca bază sportivă. Terenul a fost inaugurat cel mai probabil în cursul anului 1933 amenajat în vecinătatea Uzinelor Industriei Aeronautice Române, stadionul IAR (numele original) urma să fie locul pe care echipa de fotbal a uzinei, înființată în octombrie 1927, să-l poată în sfârșit numi „acasă”. Deși inițial anul 1940 era general acceptat ca fiind cel al inaugurării stadionului, mai multe știri din varii publicații locale și naționale ale vremii atestă existența arenei cu câțiva ani mai devreme. 
Cea mai veche mențiune localizată până acum apare în numărul 1933 al ziarului local Gazeta Transilvania, din care aflăm că „în ziua de 13 august a.c. s’au jucat pe terenul I.A.R. următoarele meciuri de fotbal: I.A.R. – Unirea Alba Iulia 4:1 și Astra – Muncitorii 3:2.” Dat fiind caracterul inter-orășenesc al primului meci și cuplajul organizat în acea zi cu celelalte două echipe brașovene, suspectez asta ca fiind data în care s-au jucat primele meciuri de fotbal pe iarba fostei arene din str. 13 Decembrie. Echipa de fotbal IAR Brașov (după război redenumită Tractorul) și-a jucat până în vara lui 1933 meciurile de pe teren propriu pe alte arene din oraș, trăindu-și momentele de glorie pe acest stadion în intervalul 1934-1936. În acea perioadă IAR a cucerit al doilea titlu districtual din istoria sa și a promovat în Divizia B, unde a câștigat Seria a VI-a și dreptul de a participa la barajul de promovare în Divizia A. La finalul acestui an buldozerele au intrat și pentru îndepărtarea gazonului și pregătirea terenului pentru un nou hypermarket. 

## Suporteri
Înființat in 1927 clubul de langa Uzina Tractorul care avea mii de angajatii care mergeau la meciuri, a fost sustinut si iubit de catre locuitorii din cartierul Tractorul  cat si din tot orasul. Clubul era cunoscut pentru ca atragea lumea la stadion datorita jocului care se practica pe arena pe care o numeau „acasă”.

## Rivalități

### Derbiul Brasovului
IAR și UAB, s-au întâlnit pentru prima dată în derby-ul Brasovean abia după încheierea celui de-al Doilea Război Mondial, în chiar prima ediției postbelică, 1945-1946. În vara anului 1948, după Naționalizare, ambele echipe au devenit Tractorul și Steagu Rosu. Retrogradarea din 1975 i-a transformat pe „stegari” în oaspeți oficiali ai arenei din strada 13 Decembrie pentru prima oară în 21 de ani. În cele cinci sezoane de Divizia B care au urmat, numai două derby-uri Tractorul – Steagul Roșu s-au jucat pe stadionul cu tribuna din cărămidă roșie, gazdele mutându-le pe celelalte trei pe stadionul „Municipal”. „Stegarii” s-au impus la zero în ambele confruntări, 1-0 pe 4 aprilie 1976 și 2-0 peste trei ani, la ambele meciuri asistând peste 12 mii de spectatori. Meciul din aprilie 1976 a fost prima victorie „stegară” din istorie reușită pe strada 13 Decembrie contra Tractorului. Peste alte două decenii, pe 13 martie 1999 mai exact, Tractorul și FC Brașov s-au întâlnit pentru ultima dată într-un meci oficial. Șapte mii de spectatori au asistat la momentul de-acum istoric. „Stegarii” s-au impus atunci cu 2-1, după ce cu un sezon mai devreme meciul s-a încheiat 1-1.
CS Metrom Brașov si Tractorul au fost unele din echipele care s-au mentinut in Divizia B timp de multi ani. Echipele au jucat meciuri care au decis promovari sau chiar si retrogradari pana la desfintarea celor doua sectii de fotbal a uzinelor din orasul de langa Tâmpa.

## Palmares

### Competiții Naționale
```
 
Divizia B
```

Campioni (1): 1935-1936
```
 
Divizia C
```

Campioni (3):  1969–70, 1972–73, 1983–84
Vicecampioni (5): 1965–66, 1966–67, 1968–69, 1971–72, 1982–83

## Foști jucători
- Marian Măuță
- Gabriel Băcneanu
- Vasile Seredai
- Mircea Mănescu
- Dragoș Cristean
- Constantin Doru
- Gabriel Tamaș
- Robert Tamaș
- Remus Ciolănel
- Tiberiu Ghioane
- Răzvan Damian
- Viorel Domocoș
- Mihai Barbu
- Andrei Mărgăritescu
- Florin Manea
- Florin Bratu
- Florin Ungurianu
- Florin Harap
- Răzvan Pancu
- Lucian Bică
- Antonio Popa
- Giuliano Lalciu
- Adrian Oancia
- Ioan Gnandt
- Gheorghe Nedelea
- Laurențiu Sima
- Vasile Gherghe
- Alexandru Gherghe
- Vasile Ghindaru
- Vasile Maftei
- Costel Mozacu
- Ștefan Apostol
- Cătălin Lichioiu
- Daniel Isăilă
- Radu Sărdescu
- Mircea Gheorghe
- Marian Gheorghe
- Remus Dănălache
- Ilir Bozhiqi
- Altin Masati
- Sorin Oncică
- Radu Chiorean
- Ioan Drăgan
- Alexandru Andrași
- Decu Costea
- Cristian Pustai
- Mihai Ivăncescu
- Constantin Garbelotti
- Iosif Kovacs
- Petre Deselnicu
- Ștefan Vasile
- Răzvan Vasile
- Eugen Moldovan
- Dorel Purdea
- Aurelian Beleaua
- John Ene
- Gherasim Chioreanu
- Vasile Bența
- Leonid Boriceanu
- Șerban Necșulescu
- Zsolt Csiki
- Radu Leonte
- Liviu Ciugolia
- Lucian Petre
- Valentin Petrișor
- Marin Barbu
- Bogdan Brașoveanu
- Cristian Cojocaru
- Marius Goran
- Călin Moldovan
- Adrian Vasie
- Florin Vasile
- Adrian Vasile
- Victor Glăvan
- Eduard Bandi
- Florin Anghel
- Ioan Cazan

## Foști Antrenori

#### La copii si juniori
- Mircea Manescu
- Vatany
- Ciripoi

#### La seniori
- Angelo Niculescu (1958-1959)
- Silviu Ploeșteanu(1968–1969)
- Nicolae Oaidă (1978-1979)
- Gabriel Stan (1982-1983)
- Eugen Moldovan (1998-1999)
- Aurel Țicleanu (2001-2002)
- Dorel Purdea (2004)
- Dragoș Cojocaru
- Paul Enache
- Alexandru Meszaroș
- Vasile Gherghe
- Alexandru Muta
- Marcel Goran
- prof.Borcau (1980-1981)
- Teofil Pop (1981-1982)
- Nicolae Proca (1982-1983)